# The Brand of Cowardice
The Brand of Cowardice er en amerikansk stumfilm fra 1916 af John W. Noble.

## Medvirkende
- Lionel Barrymore som Cyril Hamilton.
- Grace Valentine som Marcia West.
- Robert Cummings som oberst Gordon West.
- Kate Blancke som Mrs. West.
- John Davidson som Navarete.